# Herbert Johann Aust
Herbert Johann Aust (Berlijn, 14 mei 1913 - Hamburg, 17 juni 1974 ) was SS-Sturmbannführer in het Rasse- und Siedlungshauptamt van de SS (RuSHA). Hij was een expert voor SS-selectie op basis van ras, en vertegenwoordiger voor 'Aktion Lebensborn'. Hij was vanaf 1941 werkzaam in Nederland en vanaf 1943 ook verantwoordelijk voor het werk van RuSHA in België. 

## Biografie
Aust werd opgeleid tot drogist en trad op 1 mei 1931 toe tot de NSDAP (lidnummer 535.814).   In 1938 werd hij vervolgens lid van de RuSHA: het.Rasse- und Siedlungshauptamt (SS Hoofdafdeling voor rassen en vestiging). Deze hoofdafdeling van de SS was aanvankelijk verantwoordelijk voor rassenonderzoeken en huwelijksvergunningen voor leden van de SS, en later ook voor de selectie op basis van ras van de bevolking in de bezette gebieden.
Toen in 1941 in Den Haag een centrum voor geschiktheidstesten werd opgericht voor de Waffen-SS Nordwest, werkte Aust daar tot 1942 als hoofd. Zo'n geschiktheidstest werd uitgevoerd volgens de criteria die waren vastgelegd in het  door Heinrich Himmler in december 1931 ondertekende huwelijksbevel en de SS-richtlijnen voor rassenselectie 
Aust gaf les aan SS-leden en controleerde de ‘gepaste viering’ bij huwelijksceremonies, naamgevingsceremonies en zogenaamde ‘sibbe-avonden’. Zijn taken gingen echter veel verder dan het controleren van dergelijke SS-conventies. Hij organiseerde opleidingen voor Nederlandse artsen, zodat zij genetische-biologische bevindingsrapportages konden opstellen voor leden van de Nederlandse Waffen-SS en hun vrouwen.
Vanaf 1 augustus 1942 tot het einde van de bezetting was hij in Nederland de “Rasse- und Siedlungsführer" (RuS) van de Waffen-SS Nordwest. In 1943 kreeg hij nieuwe taken als vertegenwoordiger voor het programma 'Lebensborn' en raciale kwesties. Hij voerde controles uit bij de kinderen die Duitse soldaten in Nederland met Nederlandse vrouwen hadden.
Voor het Lebensborn-programma verzorgde hij de evaluatie van de selectie van Nederlandse vrouwen die aan de campagne zouden deelnemen. Iedereen die geschikt werd bevonden, zou financiering krijgen van de SS en het Duitse Rijk. Aust had de voorschriften hiervoor ontvangen in een brief d.d. 21 januari 1943 van SS-Obergruppenführer Otto Hofmann, hoofd van RuSHA.
Op 21 januari 1943 had Hofmann de persoonlijke staf van de Reichsführer-SS al laten weten dat de HSSPF in Nederland actie zou ondernemen inzake het goedkeuren van gemengde huwelijken tussen Duitsers en Nederlanders. Aust voerde deze instructie ook uit.
Aust ontwikkelde echter ook initiatieven die vooral gericht waren op Joodse Nederlanders. Zijn interesse ging uit naar het registreren van de gemengd-gehuwde Joden, de 'Judenmischlinge' (Mischling was een term die in nazi-Duitsland werd gebruikt om personen van gemengde "Arische" en niet-Arische, zoals Joodse, afkomst aan te duiden). Op 14 juli 1942 maande hij de HSSPF Nordwest, SS-groepsleider Hanns Albin Rauter, om een oplossing te vinden voor het “bastaardvraagstuk" in Nederland”. In de brief vermeldde hij het aantal “halfbloeden” die gebaseerd waren op niet-Europese relaties op 200.000, terwijl hij het aantal Joodse op 50.000 schatte.
Het werkterrein van Aust omvatte ook de sterilisatie van “halfbloeden”. Een van de gevallen van Aust werd behandeld tijdens de processen van Neurenberg, hierbij was een Duitse "Mischling" betrokken van wie de verblijfsvergunning in Nederland was verlopen. Voor het einde van de oorlog liet Aust kaartbestanden die een Nederlandse genealoog had samengesteld in beslag nemen voor verdere gegevensverzameling.
Vanaf 1 september 1943 breidde het werkgebied van Aust zich ook uit naar België. Hier nam hij de taken van RuS-leider van Vlaanderen over. In het proces tegen de SS-groepsleider en luitenant-generaal van politie Wilhelm Harster in 1967 werd onthuld dat Aust in februari 1944 actief was in het doorgangskamp Westerbork, bij het testen van Portugees-joodse Nederlanders. Zijn oordeel was dat het bij deze groep ging om  ‘raciale Untermenschtum’. In zijn rapportage maakte Aust bezwaar tegen de meningen van andere wetenschappers over deze kwestie, die hij afdeed als een poging om uit het jodendom te ontsnappen. De bevindingen van Aust, vastgelegd in een brief van 21 februari 1944, betekenden de dood van 273 mensen.

### Na de oorlog
Aust werd nooit aangeklaagd. Hij werd slechts ondervraagd in 1948 tijdens onderzoeken voor de Processen van Neurenberg. Na de Tweede Wereldoorlog werd hij politiek actief in de Deutschen Partei, waarvoor hij zich in 1953 kandidaat stelde voor het kiesdistrict 232 Bad Kissingen van de Bondsdag.

## Weblinks
- Lebensführung des deutschen Mannes (von SS-Sturmbannführer Herbert Aust), 4. Feb. 1944[dode link] in het Bundesarchiv onder NS 47/64
- Ondervragingsprotocol van Aust in de Mazal Bibliotheek (Engels)